# Renault Type Y
La Type Y è un'autovettura prodotta tra il 1905 ed il 1906 dalla casa francese Renault.

## Profilo
La Type Y nacque nel 1905: si ipotizza che sia nata come evoluzione della serie di Voiturettes, vale a dire la famiglia di Renault dalla primissima Renault Type A alle Type H e J. Rispetto a queste, però, la Type Y si pone più in alto, come fascia di mercato, grazie alle dimensioni, sensibilmente aumentate, e al motore, un bicilindrico da 1885 cm³, in grado di erogare una potenza massima di 16 CV.